# کوفته
کوفته یکی از غذاهای معروف، قدیمی و پرطرفدار ایرانی است، که در تهیهٔ گونه‌های مختلف آن سبزی‌های خوشبو و گوشت قرمز استفاده می‌شود. کوفته مانند آبگوشت از جمله ابداعات آشپزخانهٔ ایرانی است. کوفته غذایی است قدیمی، همان‌طور که از نامش پیداست، در گذشته با گوشتی درست می‌شده که آن را در هاون سنگی می‌کوبیده‌اند. گوشت درون هاون خاصیت همگیری فراوان پیدا می‌کرده و در نتیجه هنگام پخت، مایهٔ کوفته در آب وا نمی‌رفته‌است. در حال حاضر که گوشت را به جای در هاون کوبیدن، چرخ می‌کنیم، احتمال وارفتن کوفته وجود دارد. برای حل این مشکل، گوشت را دو یا سه بار چرخ می‌کنند یا به مایهٔ کوفته تخم‌مرغ می‌زنند؛ اگرچه تخم‌مرغ ماده‌ای اضافی در ترکیب مایهٔ کوفته‌است. گوشت کوفته را می‌توان از گوسفند، گوساله یا ترکیبی از این دو انتخاب کرد. برنج نیز یکی از اجزای جدایی‌ناپذیر کوفته‌است و در همهٔ کوفته‌ها به کار می‌رود.
نادر میرزا در فصلی از کتاب آشپزی خود که به کوفته اختصاص داده، دربارهٔ این غذا سخن گفته‌است. او با شرح پختن کوفته سوماق، کوفته آرزومان (کوفته مخصوص آذربایجان) و کوفته ساده آغاز می‌کند و سپس به شرح سایر انواع کوفته مانند کوفته سرکه‌شیره، کوفته معلا (مخصوص اصفهان و دربار شاهان) و نظایر این‌ها می‌پردازد. در بخش کوفته ساده، نویسنده شرحی نوشته که می‌توان نکاتی را فهمید. اسباب درست کردن کوفته برای همگان در دسترس نبوده و همهٔ طباخان آن را نمی‌شناختند. همچنین این غذا از شهرهایی که مقر شاهان بوده، به دیگر شهرها رفته‌است. شهرهایی مانند تبریز، اصفهان و تهران.

## انواع کوفته
- کوفته تبریزی
- کوفته کرمانشاهی یا کوفته شامی
- کوفته برنجی
- کوفتهٔ پیاز و سیب زمینی
- کوفتهٔ دست‌به گردن
- کوفتهٔ شوید باقلا
- کوفته ریزه یا کوفته قِلقِلی
- کوفته سبزی یا کوفته شیرازی

کوفته‌ها بر پایهٔ مواد سازنده‌شان به دسته‌های مختلف تقسیم می‌شوند. از آنجایی که در تهیهٔ این غذا از مواد مقوی و پُرکالری استفاده می‌شود ارزش غذایی بالایی دارد. کوفته‌ها مزه و رنگ طبیعی دارند و هرگز در آن‌ها افزودنی‌ها، مواد رنگی یا ادویهٔ فراوان کاربرد ندارد.
در تهیهٔ این خوراک باید دقت و ظرافت کافی نشان داد تا کوفته‌ها مزه واقعی خود را نگه دارند و شکل گِرد خود را از دست ندهند.